# Elezioni amministrative in Italia del 1979
Il 4 e 5 giugno 1979 in Italia si votò per il rinnovo di alcuni consigli provinciali e comunali.

## Elezioni comunali

### Belluno
| Liste                                                  | Voti   | %    | Seggi |
| ------------------------------------------------------ | ------ | ---- | ----- |
| Democrazia Cristiana (DC)                              | 8.732  | 34,7 | 15    |
| Partito Comunista Italiano (PCI)                       | 5.971  | 23,7 | 10    |
| Partito Socialista Italiano (PSI)                      | 3247   | 12,9 | 5     |
| Partito Socialista Democratico Italiano (PSDI)         | 3.230  | 12,8 | 5     |
| Partito Repubblicano Italiano (PRI)                    | 2.179  | 8,7  | 3     |
| Partito Liberale Italiano (PLI)                        | 1.064  | 4,2  | 1     |
| Movimento Sociale Italiano - Destra Nazionale (MSI-DN) | 739    | 2,9  | 1     |
| Totale                                                 | 25.162 |      | 40    |

### Pordenone
| Liste                                                  | Voti   | %    | Seggi |
| ------------------------------------------------------ | ------ | ---- | ----- |
| Democrazia Cristiana (DC)                              | 13.015 | 39,6 | 17    |
| Partito Comunista Italiano (PCI)                       | 6.694  | 20,4 | 9     |
| Partito Socialista Italiano (PSI)                      | 4.084  | 12,4 | 5     |
| Partito Socialista Democratico Italiano (PSDI)         | 2.749  | 8,4  | 3     |
| Partito Repubblicano Italiano (PRI)                    | 1.775  | 5,4  | 2     |
| Movimento Sociale Italiano - Destra Nazionale (MSI-DN) | 1.389  | 4,2  | 1     |
| Partito Liberale Italiano (PLI)                        | 1.168  | 3,6  | 1     |
| Lista Locale-Partito Radicale (PR)                     |        | 3,6  | 1     |
| Altri                                                  | 1.966  | 2,4  | 2     |
| Totale                                                 | 32.840 |      | 40    |

### Ravenna
| Liste                                                  | Voti   | %     | Seggi |
| ------------------------------------------------------ | ------ | ----- | ----- |
| Partito Comunista Italiano (PCI)                       | 47.032 | 47,29 | 25    |
| Partito Repubblicano Italiano (PRI)                    | 20.805 | 20,92 | 11    |
| Democrazia Cristiana (DC)                              | 16.558 | 16,65 | 8     |
| Partito Socialista Italiano (PSI)                      | 7.416  | 7,46  | 4     |
| Partito Socialista Democratico Italiano (PSDI)         | 2.170  | 2,2   | 1     |
| Movimento Sociale Italiano - Destra Nazionale (MSI-DN) | 1.840  | 1,9   | 1     |
| Partito Radicale (PR)                                  | 1.766  | 1,8   | -     |
| Partito Liberale Italiano (PLI)                        | 1.168  | 1,2   | -     |
| Democrazia Proletaria (DP)                             | 732    | 0,8   | -     |
| Totale                                                 | 99.487 |       | 50    |

### Siena
| Liste                                                  | Voti   | %    | Seggi |
| ------------------------------------------------------ | ------ | ---- | ----- |
| Partito Comunista Italiano (PCI)                       | 20.546 | 43,0 | 19    |
| Democrazia Cristiana (DC)                              | 14.637 | 30,6 | 13    |
| Partito Socialista Italiano (PSI)                      | 5.600  | 11,7 | 5     |
| Movimento Sociale Italiano - Destra Nazionale (MSI-DN) | 1.705  | 3,6  | 1     |
| Partito Repubblicano Italiano (PRI)                    | 1.640  | 3,4  | 1     |
| Partito Radicale (PR)                                  | 1.134  | 2,4  | 1     |
| Partito Socialista Democratico Italiano (PSDI)         | 993    | 2,1  | -     |
| Partito Liberale Italiano (PLI)                        | 850    | 1,8  | -     |
| Nuova Sinistra Unita (NSU)                             | 697    | 1,5  | -     |
| Totale                                                 | 47.802 |      | 40    |

### Ancona
| Liste                                                  | Voti   | %    | Seggi |
| ------------------------------------------------------ | ------ | ---- | ----- |
| Partito Comunista Italiano (PCI)                       | 28950  | 37,8 | 20    |
| Democrazia Cristiana (DC)                              | 25128  | 32,8 | 18    |
| Partito Socialista Italiano (PSI)                      | 7307   | 9,5  | 5     |
| Partito Repubblicano Italiano (PRI)                    | 5547   | 7,2  | 4     |
| Movimento Sociale Italiano - Destra Nazionale (MSI-DN) | 2671   | 3,5  | 1     |
| Partito Radicale (PR)                                  | 2470   | 3,2  | 1     |
| Partito Socialista Democratico Italiano (PSDI)         | 2167   | 2,8  | 1     |
| Partito Liberale Italiano (PLI)                        | 1036   | 1,4  | -     |
| Partito di Unità Proletaria per il Comunismo (PDUP)    | 867    | 1,1  | -     |
| Democrazia Proletaria (DP)                             | 320    | 0,4  | -     |
| Democrazia Nazionale - Costituente di Destra (DN-CD)   | 179    | 0,2  | -     |
| Totale                                                 | 76.642 |      | 50    |

## Elezioni provinciali

### Provincia di Ravenna
| Liste                                                  | Voti    | %    | Seggi |
| ------------------------------------------------------ | ------- | ---- | ----- |
| Partito Comunista Italiano (PCI)                       | 131.422 | 50,1 | 16    |
| Democrazia Cristiana (DC)                              | 58.828  | 22,4 | 7     |
| Partito Repubblicano Italiano (PRI)                    | 34.136  | 13,0 | 4     |
| Partito Socialista Italiano (PSI)                      | 17.563  | 6,7  | 2     |
| Partito Socialista Democratico Italiano (PSDI)         | 6.055   | 2,3  | 1     |
| Partito Radicale (PR)                                  | 5.110   | 2,0  | -     |
| Movimento Sociale Italiano - Destra Nazionale (MSI-DN) | 4.383   | 1,7  | -     |
| Partito Liberale Italiano (PLI)                        | 2.664   | 1,0  | -     |
| Nuova Sinistra Unita (NSU)                             | 1.975   | 0,8  | -     |
| Totale                                                 | 262.136 |      | 30    |